# Time X - Fuori tempo massimo
Time X - Fuori tempo massimo (Zig Zag)  è un film drammatico americano del 2002 diretto e scritto da David S. Goyer e interpretato da John Leguizamo, Wesley Snipes, Oliver Platt e Natasha Lyonne. È basato sul romanzo Zigzag del 1999 di Landon J. Napoleon. Il film è stato presentato in anteprima al South by Southwest Film Festival del 2002.

## Trama
Dean Singer ha un cancro terminale, ma è determinato a passare i suoi ultimi giorni a prendersi cura di  Louis "Zig Zag" Fletcher, un ragazzo autistico di 15 anni che gli è stato affidato dall'associazione Big Brothers Big Sisters of America. Dean trova a Louis un lavoro sottopagato come lavapiatti nel ristorante del signor Walters, che lo sfrutta e lo maltratta. Il padre di Louis chiede al ragazzo una cifra molto elevata per pagare l'affitto, ma che in realtà gli serve per ripagare il violento strozzino Cadillac Tom. Per trovare i soldi Louis ruba dalla cassaforte di Walters, utilizzando il suo talento nel ricordare i numeri. Singer decide allora di restituire i soldi, nonostante i rischi eccessivi, con l'aiuto di alleati sorprendenti.

## Produzione

### Riprese
Il film è stato girato a Los Angeles, in California